# Chili aux Jeux olympiques d'été de 2000
Le Chili participe aux Jeux olympiques d'été de 2000 à Sydney. Sa délégation est composée de 50 athlètes répartis dans 14 sports et son porte-drapeau est le joueur de tennis Nicolás Massú. Au terme des Olympiades, la nation se classe 71e ex æquo avec 9 autres pays; cet ensemble de délégation ayant chacun gagné une médaille de bronze.

## Nombre d'athlètes qualifiés par sport
Voici la liste des qualifiés et sélectionnés Chiliens par sport (remplaçants compris) :
| Sport      | Hommes | Femmes | Total |
| ---------- | ------ | ------ | ----- |
| Athlétisme | 6      | 1      | 7     |
| Aviron     | 5      | 1      | 6     |
| Cyclisme   | 2      | 0      | 2     |
| Équitation | 1      | 0      | 1     |

## Liste des médaillés chiliens

### Médailles d'or
Aucun athlète chiliens ne remporte de médaille d'or durant ces JO.

### Médailles d'argent
Aucun athlète chiliens ne remporte de médaille d'argent durant ces JO.

### Médailles de bronze
| Sport                   | Discipline       | Sportifs | Performance |
| Médailles de bronze : 1 |                  | |             |
| Football                | Tournoi masculin | Chili Nelson Tapia Cristián Álvarez Claudio Maldonado David Henríquez Pablo Contreras Pedro Reyes Sebastián González David Pizarro Iván Zamorano Francisco Arrué Reinaldo Navia Héctor Tapia Rodrigo Núñez Rodrigo Tello Manuel Ibarra Rafael Olarra Patricio Ormazábal Javier di Gregorio Mauricio Rojas Andrés Oroz Milovan Mirosevic Johnny Herrera |             |

## Athlétisme

### Hommes
| Athlète                                                     | Épreuve          | Séries         | Séries | Quarts de finale | Quarts de finale | Demi-finales | Demi-finales | Finale  | Finale  |
| Athlète                                                     | Épreuve          | Temps          | Rang   | Temps            | Rang             | Temps        | Rang         | Temps   | Rang    |
| ----------------------------------------------------------- | ---------------- | -------------- | ------ | ---------------- | ---------------- | ------------ | ------------ | ------- | ------- |
| Ricardo Roach                                               | 200 m            | 21 s 20        | 6e     | Eliminé          | Eliminé          | Eliminé      | Eliminé      | Eliminé | Eliminé |
| Mauricio Diaz                                               | 10 000 m         | 28 min 05 s 61 | 13e    | Eliminé          | Eliminé          | Eliminé      | Eliminé      | Eliminé | Eliminé |
| Carlos Zbinden                                              | 400 m haies      | 51 s 36        | 6e     | Eliminé          | Eliminé          | Eliminé      | Eliminé      | Eliminé | Eliminé |
| Diego Valdés Ricardo Roach Rodrigo Roach Juan Pablo Faundez | Relais 4 × 100 m | 40 s 20        | 8e     | Eliminé          | Eliminé          | Eliminé      | Eliminé      | Eliminé | Eliminé |

### Femmes
| Athlète       | Épreuve  | Séries      | Séries      | Quarts de finale | Quarts de finale | Demi-finales | Demi-finales | Finale          | Finale |
| Athlète       | Épreuve  | Temps       | Rang        | Temps            | Rang             | Temps        | Rang         | Temps           | Rang   |
| ------------- | -------- | ----------- | ----------- | ---------------- | ---------------- | ------------ | ------------ | --------------- | ------ |
| Érika Olivera | Marathon | Non disputé | Non disputé | Non disputé      | Non disputé      | Non disputé  | Non disputé  | 2 h 35 min 07 s | 27e    |

## Aviron

### Hommes
| Athlète(s)                                                    | Compétition                      | Série         | Série | Repêchage     | Repêchage | Demi-finale   | Demi-finale | Finale                 | Finale  |
| Athlète(s)                                                    | Compétition                      | Temps         | Rang  | Temps         | Rang      | Temps         | Rang        | Temps                  | Rang    |
| ------------------------------------------------------------- | -------------------------------- | ------------- | ----- | ------------- | --------- | ------------- | ----------- | ---------------------- | ------- |
| Felipe Leal                                                   | Skiff                            | 7 min 39 s 43 | 5e    | 7 min 34 s 56 | 3e        | 7 min 28 s 78 | 3e          | Finale C 7 min 44 s 48 | 6e      |
| Jorge Morgenstern Herbert Jans Christian Yantani Miguel Cerda | Quatre sans barreur poids légers | 6 min 21 s 10 | 4e    | 6 min 15 s 49 | 4e        | Eliminé       | Eliminé     | Eliminé                | Eliminé |

### Femmes
| Athlète(s)   | Compétition | Série         | Série | Repêchage     | Repêchage | Demi-finale   | Demi-finale | Finale                 | Finale |
| Athlète(s)   | Compétition | Temps         | Rang  | Temps         | Rang      | Temps         | Rang        | Temps                  | Rang   |
| ------------ | ----------- | ------------- | ----- | ------------- | --------- | ------------- | ----------- | ---------------------- | ------ |
| Soraya Jadué | Skiff       | 8 min 03 s 52 | 4e    | 8 min 02 s 17 | 3e        | 8 min 01 s 30 | 1er         | Finale C 7 min 53 s 56 | 1er    |

## Cyclisme

### Route

#### Hommes
| Athlète        | Compétition     | Temps         | Rang |
| -------------- | --------------- | ------------- | ---- |
| Luis Sepulveda | Course en ligne | DNF           | /    |
| José Medina    | Course en ligne | 5 h 42 min 02 | 81e  |

## Equitation
| Athlète         | Compétition      | Éliminatoires | Éliminatoires | Finale  | Finale  |
| Athlète         | Compétition      | Points        | Rang          | Points  | Rang    |
| --------------- | ---------------- | ------------- | ------------- | ------- | ------- |
| Joaquin Larrain | Saut d'obstacles | 89.50         | 67e           | Eliminé | Eliminé |